# COVID-19 в Южной Осетии
В статье описывается распространение новой коронавирусной инфекции COVID-19 в частично признанной Южной Осетии, вызываемой коронавирусом SARS-CoV-2, а также последствия пандемии COVID-19 для Южной Осетии.

## Предыстория
12 января 2020 года Всемирная организация здравоохранения (ВОЗ) подтвердила, что новый коронавирус стал причиной респираторного заболевания у группы людей в городе Ухань, провинция Хубэй, Китай, о чём было сообщено в ВОЗ 31 декабря 2019 года.
Коэффициент летальности от COVID-19 намного ниже, чем от SARS 2003 года, но передача была значительно выше, со значительным общим числом погибших.

## Хронология

### Март 2020 года
Многие школы и предприятия в Южной Осетии были закрыты 20 марта.

### Апрель 2020 года
Границы между Россией и Грузией были закрыты 5 апреля.

### Май 2020 года
Первые три случая заражения COVID-19 в Южной Осетии были подтверждены 6 мая. Один из заболевших — пенсионер из Северной Осетии, который прибыл в Южную Осетию 20 апреля и с тех пор находится на карантине в больнице. Другой случай из Владикавказа — 14-летний курсант Суворовского военного училища. Третий случай также произошёл из Владикавказа, но дальнейшие подробности неизвестны. По этим делам ведется отслеживание контактов.
По состоянию на 24 мая в Южной Осетии подтверждено 37 заражений.

### Ноябрь 2020 года
В ноябре глава консульского агентства Южной Осетии во Владикавказе доставил лекарства в Южную Осетию. Президент Южной Осетии Анатолий Бибилов призвал осетинские диаспоры и предпринимателей оказать посильную помощь населению Южной Осетии.

### Декабрь 2020 года
В декабре Вооружённые силы Российской Федерации отозвали свой мобильный госпиталь, который они открыли в столице Южной Осетии.

### Февраль 2021 года
В конце февраля 2021 года агентство «Politico Europe» сообщило, что Южная Осетия выделила из своего бюджета на 2021 год сумму, эквивалентную 27000 долларов США, на закупку российской вакцины Спутник V от COVID-19.

### Июнь 2021 года
В июне президент Южной Осетии Анатолий Бибилов был вакцинирован российской вакциной от коронавируса Спутник V.

## Международная реакция
Южная Осетия — спорная территория на Южном Кавказе, признанная Россией и некоторыми другими странами в качестве независимого государства, но рассматриваемая большинством международных игроков как часть Грузии.
В начале пандемии высокопоставленные правительственные чиновники Грузии призвали ВОЗ и другие международные организации оказать поддержку людям, живущим в двух частично признанных республиках. Они сказали, что Грузия не будет блокировать передвижение в регионы и из них. В отличие от Абхазии, Южная Осетия отказалась сотрудничать с Грузией и заблокировала передвижение с или на территорию, контролируемую Тбилиси в феврале 2020 года. Власти Южной Осетии отказались принять специалистов из ВОЗ и других международных организаций, если въехали не через Россию, а через Грузию, хотя граница с Россией также была закрыта в марте 2020 года.
По данным Международной кризисной группы, среди других бывших советских отколовцев Южная Осетия подвергается наибольшему риску из-за высокого процента пожилого населения (17 %), крайне недостаточно оснащённых медицинских учреждений, отсутствия должным образом подготовленных медицинских специалистов и неспособности получить значительную помощь от России, которая обычно обеспечивает большинство потребностей региона.